# Slag om het Fort Eben-Emael
De Slag om het Fort Eben-Emael was een twee dagen durende korte maar hevige strijd op 10 en 11 mei 1940 in België, aan vier bruggen over het Albertkanaal en rond het Fort Eben-Emael. De slag leidde tot de overgave van het Belgische militaire fort.

De aanval op het Fort Eben-Emael en de bruggen over het Albertkanaal en de schijnaanval op de KW-stelling paste in een Duitse afleidingsmanoeuvre om de aandacht af te leiden van de Slag om Frankrijk via de Belgische Ardennen. Dit alles droeg bij tot de mythe van mei 1940, waarbij Joseph Goebbels het beeld van een overweldigend superieur Duits leger versterkte en stelde tegenover de zwakke, verdeelde westerse democratieën.

## Duitse aanvalsplan

De Duitse opmars tot en met 16 mei; in roze de terreinwinst van de 15e en de 16e tot ongeveer 12:00

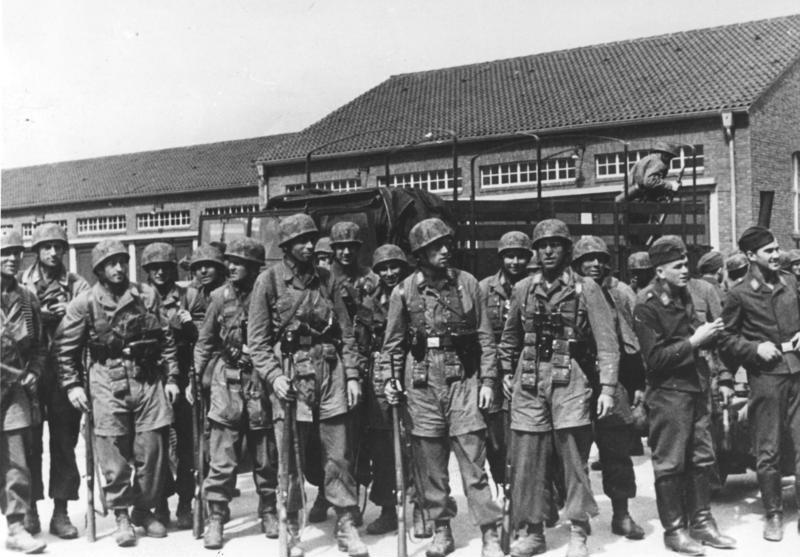
Duitse Fallschirmjäger, opdracht volbracht, 12 mei 1940

De Duitse aanvalsplannen Fall Gelb en Fall Rot voorzagen in een snelle doorstoot door Nederland en België om Frankrijk aan te vallen. Hitler wilde hiermee verhinderen dat België, Frankrijk en het Verenigd Koninkrijk de kans kregen verder te mobiliseren en hun troepen te verenigen om zo de Duitse aanval beter op te vangen.
Dit plan, uitgewerkt door generaal Von Manstein was een variant op het van de vorige oorlog bekende Schlieffenplan. Von Manstein loodste zijn pantserbrigades echter door de Ardennen waardoor de KW-stelling overbodig werd. Omdat een groot deel van het Belgische leger in mei 1940 achter deze stelling stond opgesteld, hadden de Duitse troepen aan de Belgische zuidgrens een zwakkere tegenstander. De Duitse troepen maakten een omtrekkende beweging, de zogenoemde sikkelbeweging, naar de Franse kust en sloten op deze manier het Franse leger en de British Expeditionary Force in Duinkerke in.
Luchtlandingstroepen (Fallschirmjäger) onder leiding van kapitein Koch en het Duitse 6e leger (3e en 4e Panzerdivision, de 20ste Gemotoriseerde Divisie, het 151. Infanterieregiment en het 51. Pionierbataillon), onder bevel van generaal Walter von Reichenau kregen de opdracht om, vertrekkende uit de lijn Aken-Venlo, snel de Maas over te steken en zo snel mogelijk door de Belgische versterkingen te breken. De afgesproken aanvalsrichting was Tienen.
Deze eenheden kregen als bevel:
- het veroveren van de bruggen over de Maas in Maastricht. Duitse soldaten in burgerkleding waren al voor 8 mei 1940 aanwezig in Maastricht. Anderen kwamen op 9 mei de grens over om vanaf Voerendaal, waar ze fietsen kregen naar Maastricht te trekken. Hun doel was om de ontstekers van springladingen onder de Maastrichtse bruggen onklaar te maken. Sonderverband Hocke werd herkend en tegengehouden in Borgharen en Heer. In Wijck werd een gemotoriseerde colonne die via Rothem doorbrak gestopt, in het zicht van de bruggen. Hierdoor werd de actie met 24 uur vertraagd
- de inname van de kanaalbruggen bij Kanne, Vroenhoven en Veldwezelt ten noorden van Eben-Emael
- het neutraliseren van de vuurkracht van het Fort Eben-Emael richting noorden
- ontzetten van de vijand in het fort en de inname ervan
- luchtsteun voor de eigen infanterie op het fort en de verschillende bruggen.

De rol van het 6e Leger in het veroveren van het fort was echter beperkt: zij hadden als opdracht de bruggenhoofden aan het Albertkanaal te behouden en uit te breiden. Als belangrijkste opdracht gold het ongeschonden bewaren van de drie kanaalbruggen. De uitschakeling van het fort kwam op de tweede plaats.
Het fort vormde in de doorbraak van de Duitse troepenmacht het grootste obstakel. De artilleriestukken van het fort moesten zeer snel worden uitgeschakeld om het Zesde Leger de kans te geven ongehinderd op te rukken. Tegelijkertijd moest men verhinderen dat de Belgen de tijd kregen om de zo belangrijke bruggen te vernietigen. Verrassing en snelheid waren doorslaggevend voor succes. Een klassieke grondaanval met infanterie gesteund door artillerie was uitgesloten. Dit zou tijdrovend zijn en zou gepaard gaan met groot verlies van manschappen.
Hitler had een plan dat was uitgewerkt door generaal Kurt Student, waarin voor de aanval gebruik werd gemaakt van speciaal daartoe gebouwde grote transportzweefvliegtuigen. De aanvallers werden ook uitgerust met een tot dan toe onbekend wapen, de holle lading.

## Voorbereiding
De strikt geheimgehouden aanval werd met de meeste zorg voorbereid en geoefend. Niets werd aan het toeval overgelaten. Ze verzamelden inlichtingen over het fort via luchtfoto's, beschikbare briefkaarten en verhoor van overlopers. Toch waren ze niet geheel correct geïnstrueerd: men was niet op de hoogte van de valse koepels; ook wisten ze niet dat erbovenop Blok V nog een Koepel-Zuid lag.
Eerst oefende men in het Duitse Hildesheim met belaste zweefvliegtuigen, daarna op de Tsjechische verdedigingslinie in Sudetenland en in Polen. Via luchtfoto's van het fort van Eben-Emael maakten de Duitsers een schaalmodel van het fort dat duidelijk de terreinelevatie weergaf. Later oefenden ze op een terrein bij Stolberg dat sterk geleek op dat van Eben-Emael. 
De opleiding van de commando's was uitstekend: zij konden met vrijwel alle wapens omgaan, ze wisten hoe de "service publique" werkte en konden zelfs een Belgische tram besturen. De geheimhouding van de actie werd streng bewaakt om het verrassingseffect te bewaren. De naam van het fort bleef tot op 10 mei 1940 zelfs geheim voor de aanvallers. De soldaten die de aanval moesten uitvoeren leefden afgezonderd vanaf begin november 1939. Zij kregen geen post en hadden geen contact met andere eenheden.

## Aanval

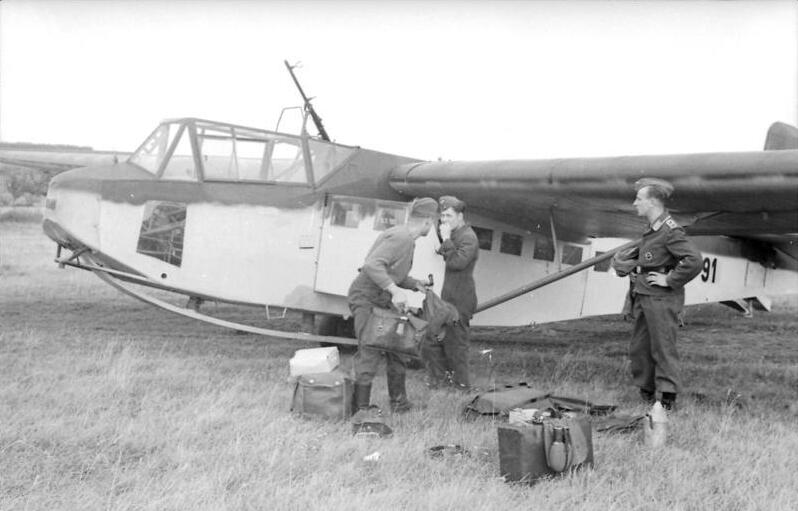
Zweefvliegtuig type DFS 230

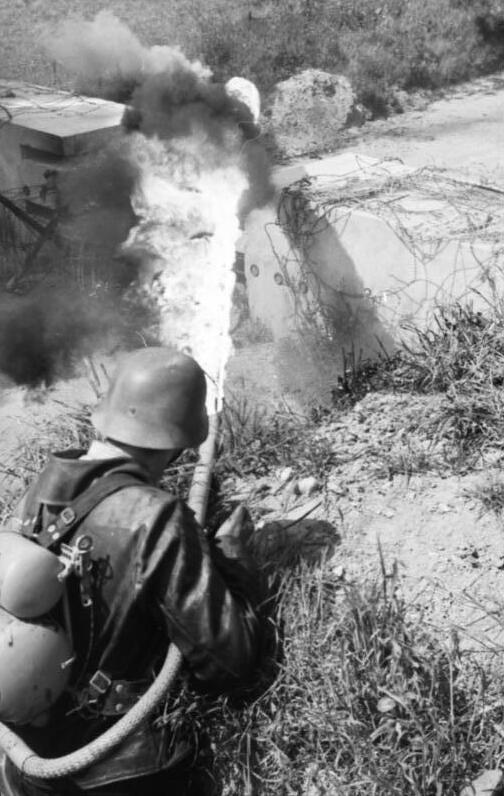
Duits soldaat met vlammenwerper, 1944

De aanval startte vijf minuten voor de inval in Nederland en België en kreeg de codenaam Granit. Niet alleen het fort maar ook de drie kanaalbruggen werden aangevallen door troepen die in DFS 230-zweefvliegtuigen werden vervoerd. De Duitsers vormden een eenheid van 86 man, "Sturmabteilung Koch", verdeeld in elf groepen met ieder hun eigen doel, uitgerust met onder meer enkele vlammenwerpers en 2,5 ton explosieven. De groep van elf zweefvliegtuigen bedoeld voor het fort, waarvan er negen effectief geland zijn, stond onder bevel van luitenant Rudolf Witzig en kreeg als naam Groep GRANIT. Doordat de kabel tussen het zweefvliegtuig en het sleepvliegtuig knapte kon Witzig niet meedoen aan de aanval. De tweede in bevel sergeant-majoor Wenzel nam door het toepassen van de Auftragstaktik het bevel over. Het totaal aantal ingezette vliegtuigen voor de ontzetting van de kanaalbruggen en het fort bedroeg 42. De bewapening van de groep Granit bedroeg 2401 kg aan explosieven, waaronder 28 holle ladingen van elk 50 kg.
De zweefvliegtuigen die het fort als doel hadden, landden in de vroege ochtend van 10 mei om 04:25 uur op het dak ervan, vlak bij de stalen koepels en kazematten. Het landen met zweefvliegtuigen had als voordeel dat dit bijna geruisloos kon. Het garandeerde daardoor ook een groot verrassingseffect. Radar was toen nog niet beschikbaar. In tegenstelling tot het bezetten van het fort door klassieke luchtlandingstroepen met parachutes, kon een kleine groep van acht personen die landde met een zweefvliegtuig, tegelijkertijd een opgelegde taak nauwgezet, sneller en beter gecoördineerd uitvoeren. De speciaal gebouwde grote zweefvliegtuigen van het type DFS 230 konden een massa van 1150 kg vervoeren, goed voor acht manschappen met hun bewapening. De bewapening van een toestel bestond uit machinegeweren, pistolen, karabijnen, vlammenwerpers, speciale handgranaten (zogenaamde eiergranaten), opvouwbare ladders, lichtsignalen en vooral de holle ladingen, waarvan de zwaarste 50 kg woog.

### Aanval op het luchtafweergschut
De drie objectieven die voor de Duitsers zeer gevaarlijk waren, vlak na de landing, waren de vier zuidelijk opgestelde luchtdoelmitrailleurs (Mi CA of Mitrailleurs Contre Avions) en de  bunkers Mi-Noord en Mi-Zuid, die via mitrailleurs het vlakke plateau onder vuur konden nemen.
Jottrand, aanwezig in blok I, hoorde om 4 u Belgische tijd luchtafweervuur in Maastricht. Een Belgische eenheid, ten noordwesten van Kanne, rapporteerde een vlucht van 30 tot 50 niet-geïdentificeerde vliegtuigen die van boven Maastricht richting België vlogen. Ook de compagnie 2e Grenadiers bij de brug bij Kanne meldden dat ze vliegtuigen op grote hoogte zagen. Een eigenaardige melding kwam er dat de vliegtuigen hun motoren hadden uitgeschakeld. De verdedigers van de brug bij Vroenhoven vroegen toelating om te vuren op een toestel dat dichtbij was geland. Jottrand realiseerde zich dat de aanval op het fort was begonnen. Hij gaf opdracht om de brug bij Kanne op te blazen en vroeg kapitein Alfred Hotermans uit te zoeken waarom hun eigen luchtafweergeschut niet vuurde. Toen Horemans hoorde via de telefoon dat ze de overvliegende toestellen niet konden identificeren, schreeuwde hij: “Schiet dan, schiet!”. Zes zweefvliegtuigen werden geraakt, zonder veel schade aan te richten.
De verwarring bij de Belgische luchtafweer was ook compleet geweest. Doordat de Duitse ongemarkeerde zweefvliegtuigen een grote bocht maakten en landden via het zuiden dacht men te doen te hebben met vliegtuigen met motorpech (zie plan landingsplaats zweefvliegtuigen). Het zweefvliegtuig van Feldwebel Haug landde slechts op vijf meter van de eerste mitrailleur, die vlug werd uitgeschakeld. Een tweede werd geneutraliseerd door een aanstormende vleugel van het vliegtuig. Al snel was de gehele batterij uitgeschakeld. De Belgen van de luchtafweer werden als levend schild gebruikt bij de aanval op bunkers op het plateau.

### Aanval op Mi-Noord en Mi-Zuid
Het toestel van Wenzel landde vlak bij Mi-Noord. De aanvallers merkten dat de schietgaten nog dicht waren. Via de periscoop van de observatiekoepel wierp men een kleine springlading erin. De kleine observatiekoepel Eben 2, bovenop Mi-Noord werd uitgeschakeld met een holle lading van 50 kg. Met dit nieuw en zeer doeltreffend soort explosieven kon het grootste deel van de ontploffingskracht op één punt worden geconcentreerd. De verdedigers van Mi-Noord werden gedood of zwaar verwond. In het verder verloop van de strijd zou Mi-Noord dienstdoen als commandopost voor de Duitse landingstroepen. Oostelijk van Mi-Zuid kwam het toestel van Unteroffizier Neuhauss tot stilstand in de prikkeldraad. Tot verbazing van de Duitsers bleek Mi-Zuid onbemand en bood dus geen weerstand aan de Duitse commando's.

Mi-Noord en Mi-Zuid
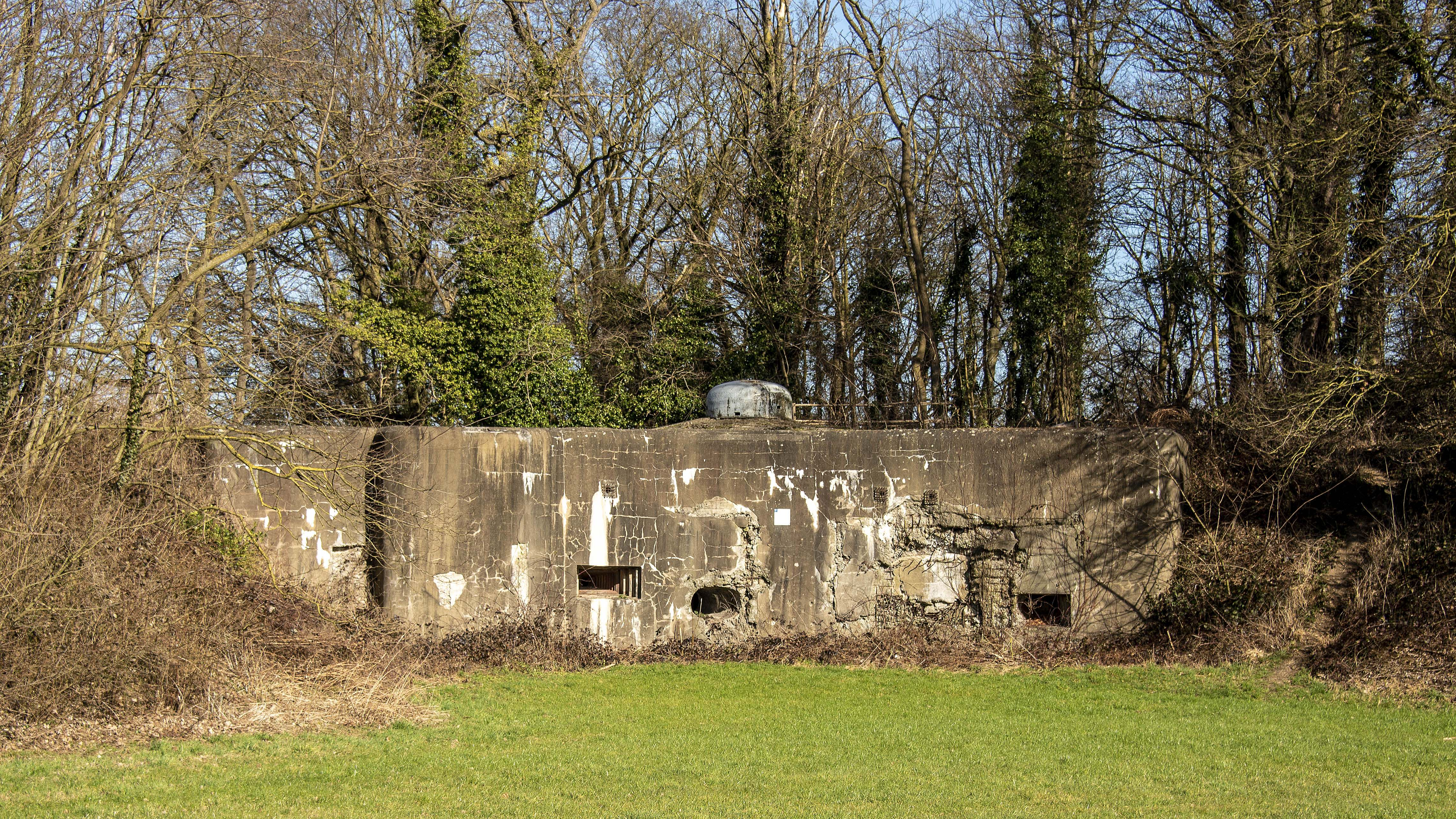
Mi-Noord
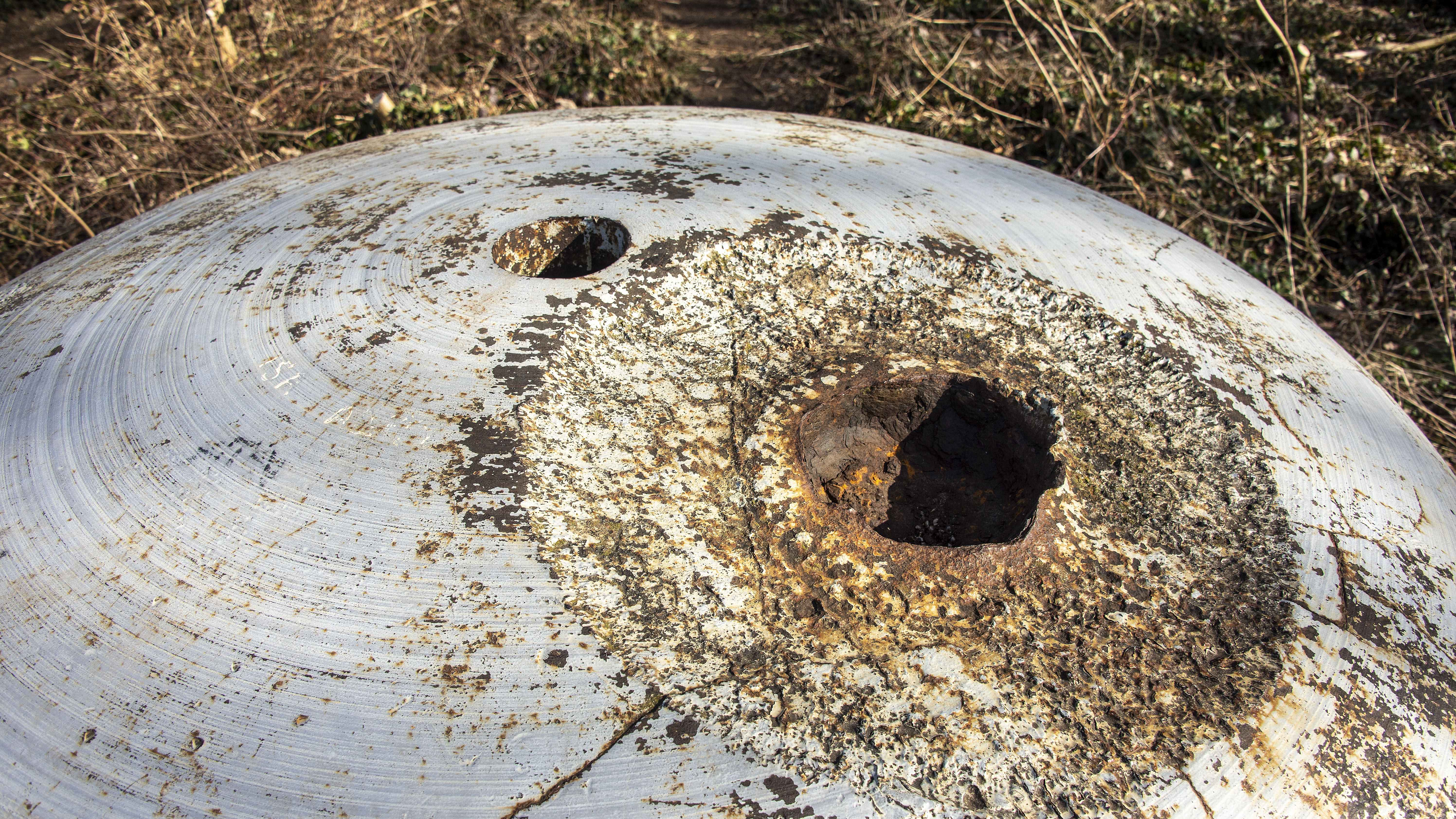
Effect van een holle lading op Eben 2 van Mi-Noord
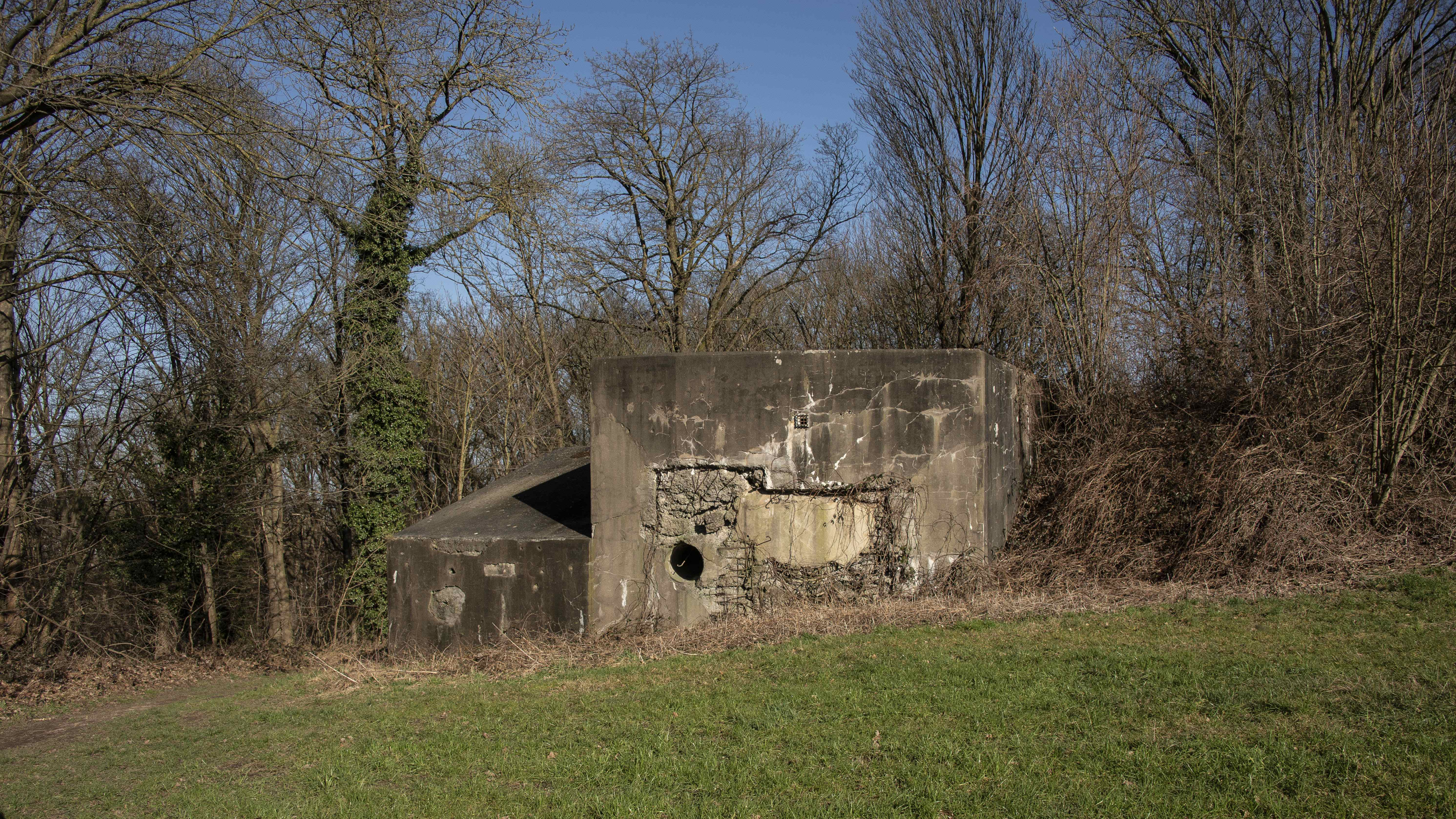
Mi-Zuid
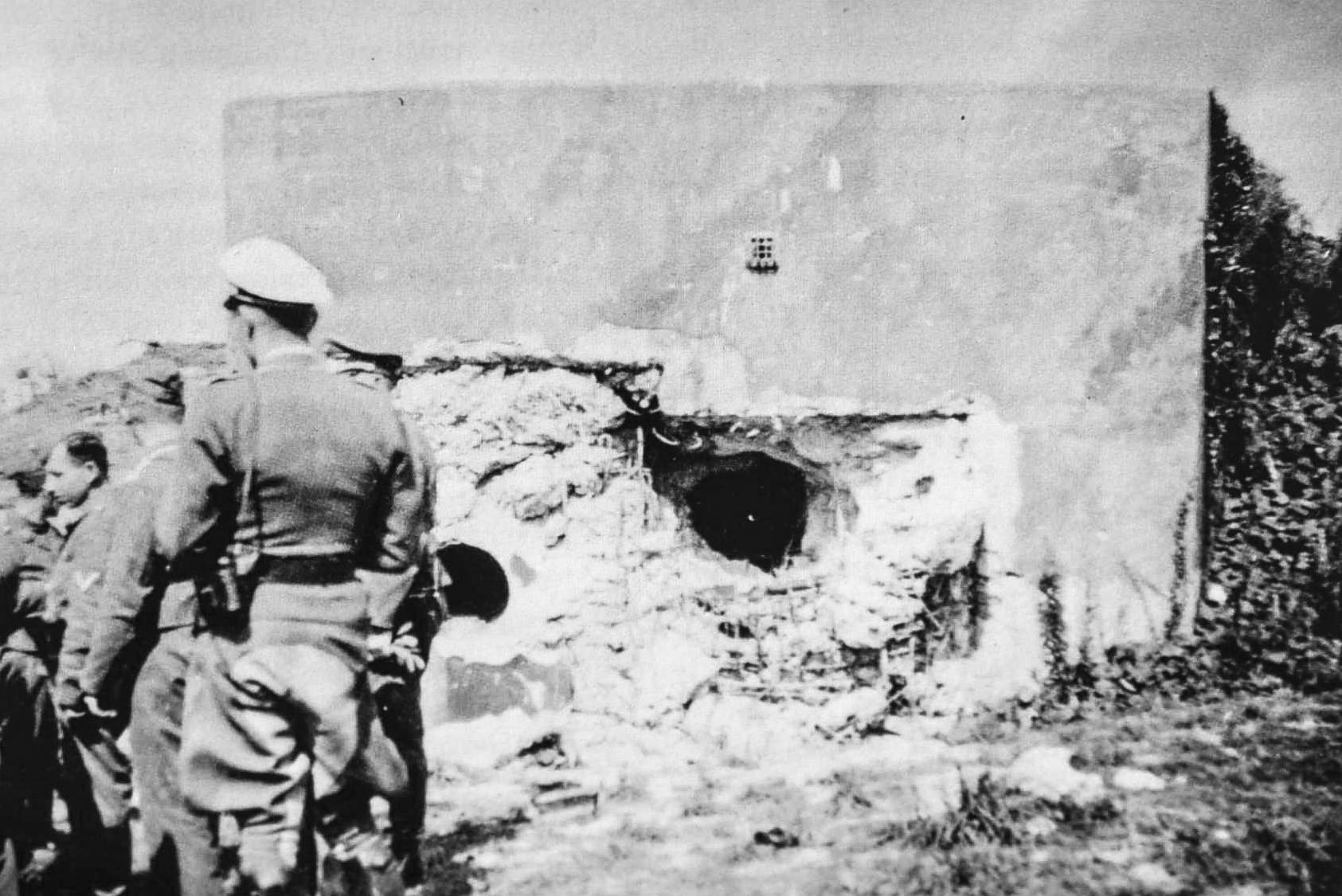
Mi-Zuid met schade na holle lading

### Aanval op Koepel-Noord en Koepel-Zuid
Het zweefvliegtuig van Unteroffizier Unger kon vlak naast de intrekbare Koepel-Noord landen. Wachtmeester Joris gaf bevel tot vuren, maar men zat er zonder munitie en de dienstlift voor de aanvoer van deze munitie weigerde dienst. De kisten met munitie moesten nu via de trap aangevoerd worden. Ondertussen plaatsten de aanvallers twee holle ladingen van 50 kg op de koepel. Deze was rond 4:45 definitief uitgeschakeld. De intrekbare Koepel-Zuid met twee snelvuurkanonnen van 75 mm en een zoeklicht vormde één geheel met blok V. De aanvallers konden deze koepel niet uitschakelen via geplaatste holle ladingen, slechts de schietrichting van één kanon werd aangetast en kon hersteld worden. Vanaf 4:30 kon deze batterij terug schieten.
De uitschuifbare Koepel-Zuid (de pendant van Koepel-Noord) vormde één geheel met blok V en was eveneens uitgerust met twee snelvuurkanonnen van 75 mm. De bemanning van deze bunker kreeg bevel om 20 alarmschoten af te vuren. Deze koepel bleef vrijwel de gehele operatie lang intact en vuurde onophoudelijk met shrapnel en brisantgranaten. De koepel gaf ook spervuur op de Maas en het Albertkanaal, direct vuur op de Jekervallei en op de molen Loverix, een verzamelpunt voor de Duitse aanvallers. Ondertussen werd deze koepel bestookt door Stuka's (duikbommenwerpers) waardoor men bij iedere aanval de koepel moest intrekken. De koepel deed haar werk tot 11:00 11 mei tot de Belgische militaire leiding de opdracht gaf de strijd te staken. Men kreeg ook het bevel de koepel buiten werking te stellen door granaten te laten ontploffen in de kanonloop bij ingetrokken koepelstand. De gevechtskoepel van Blok IV met een dubbel snelvuurkanon van 60 mm en zoeklicht werd ook snel buiten gevecht gesteld.

Koepel-Noord en Koepel-Zuid
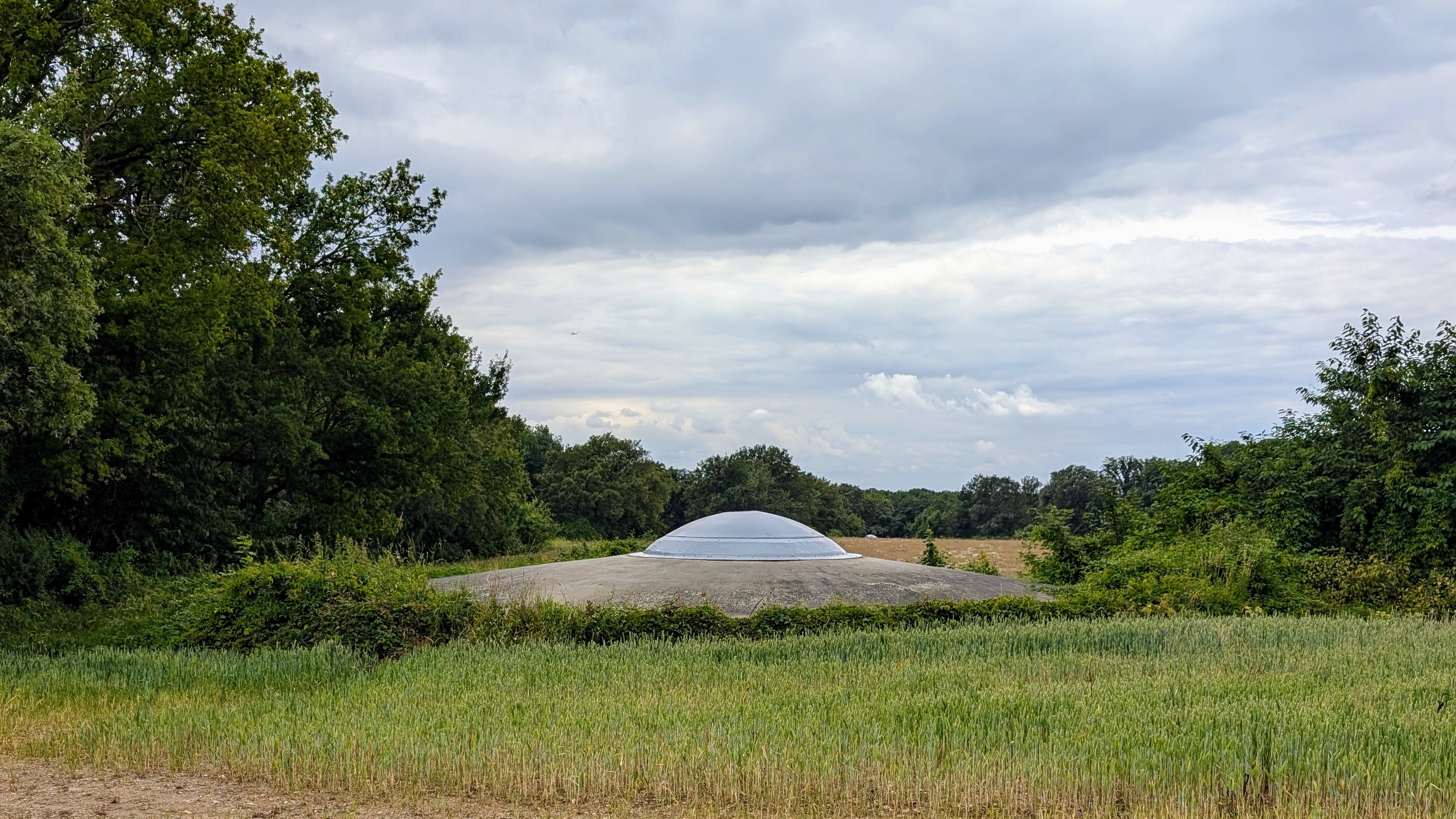
Koepel-Noord met achteraan Koepel-Zuid
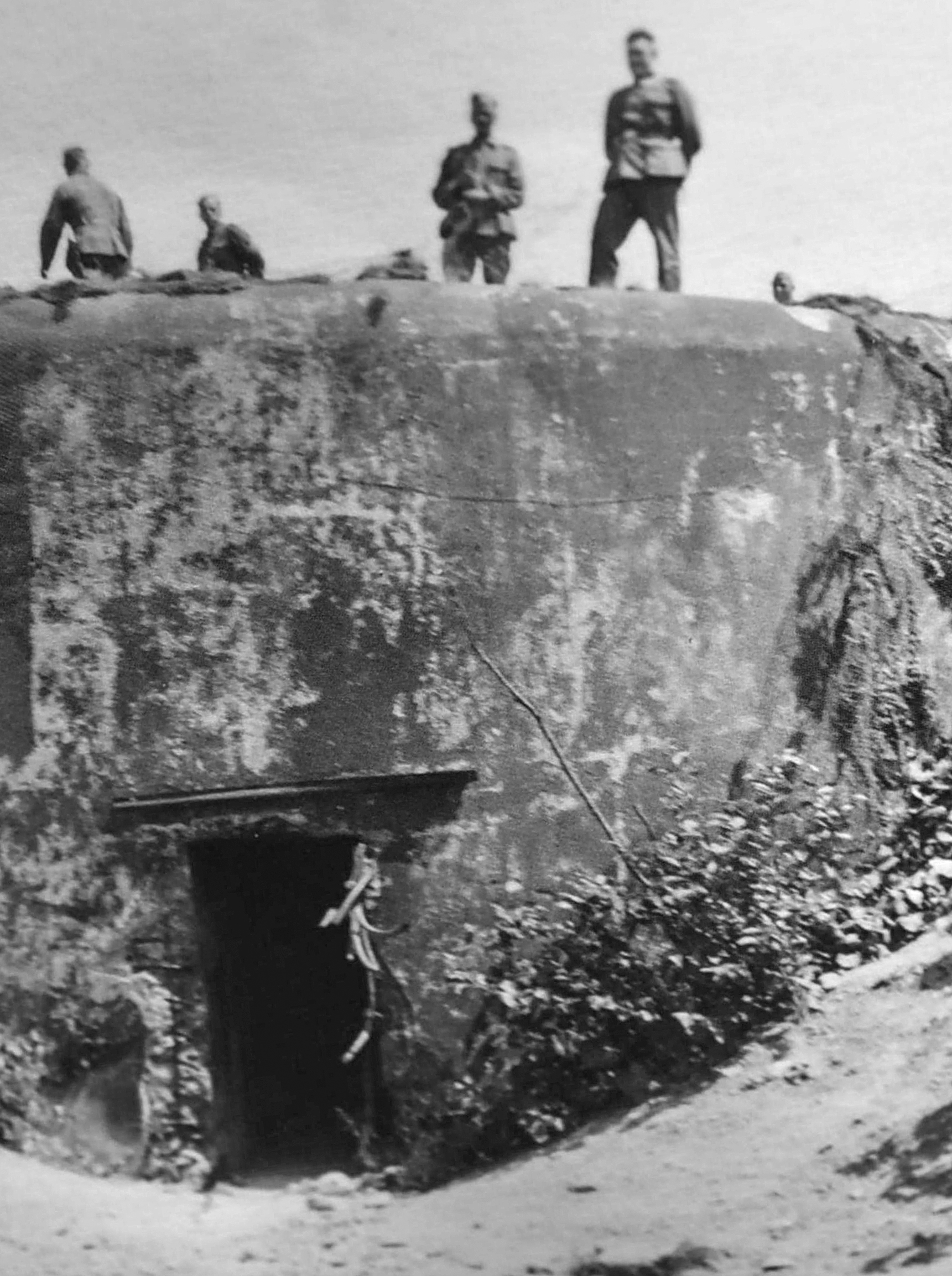
Koepel-Noord in mei 1940
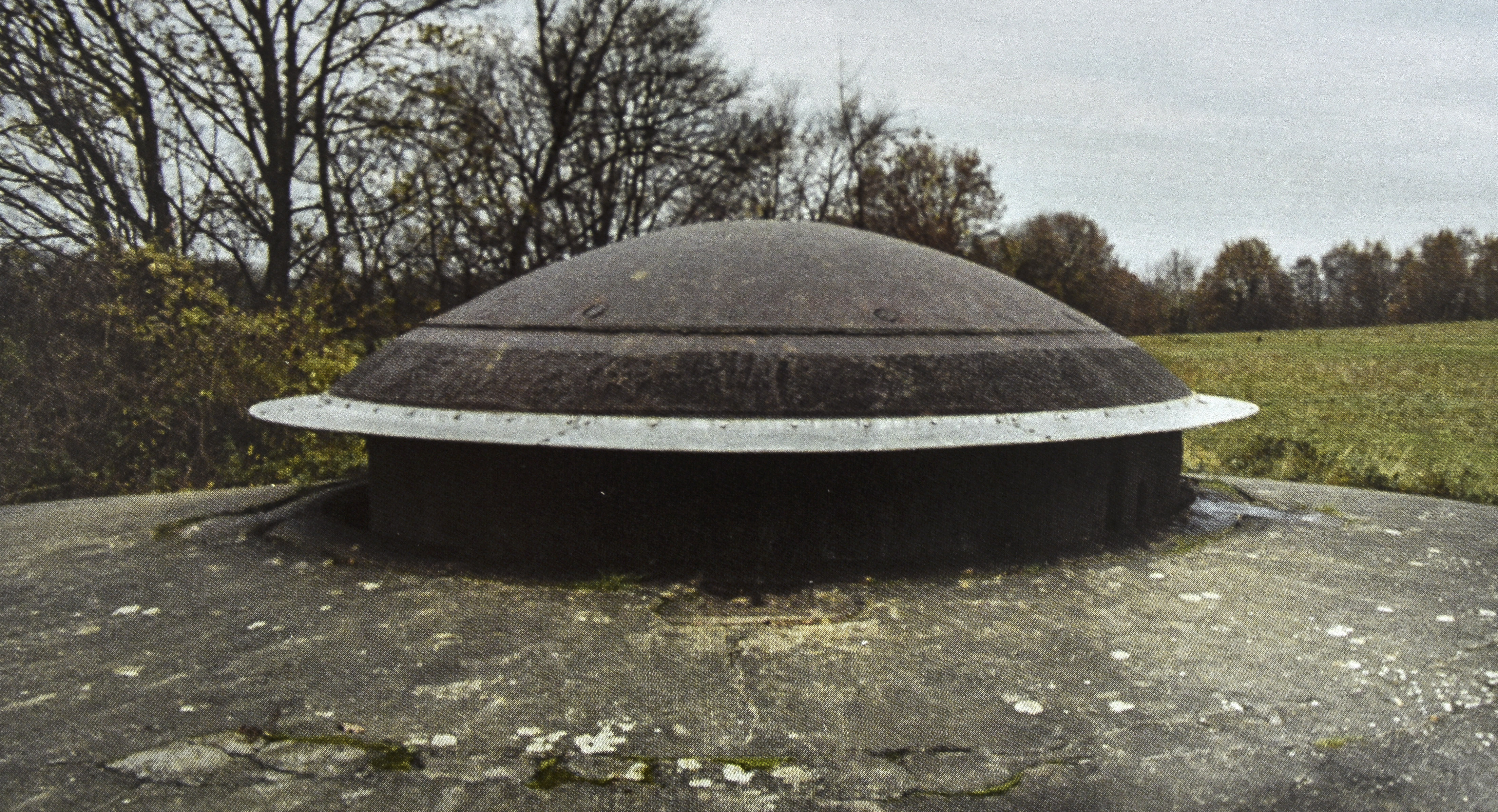
Koepel-Noord voor het eerst opnieuw omhoog in november 2000
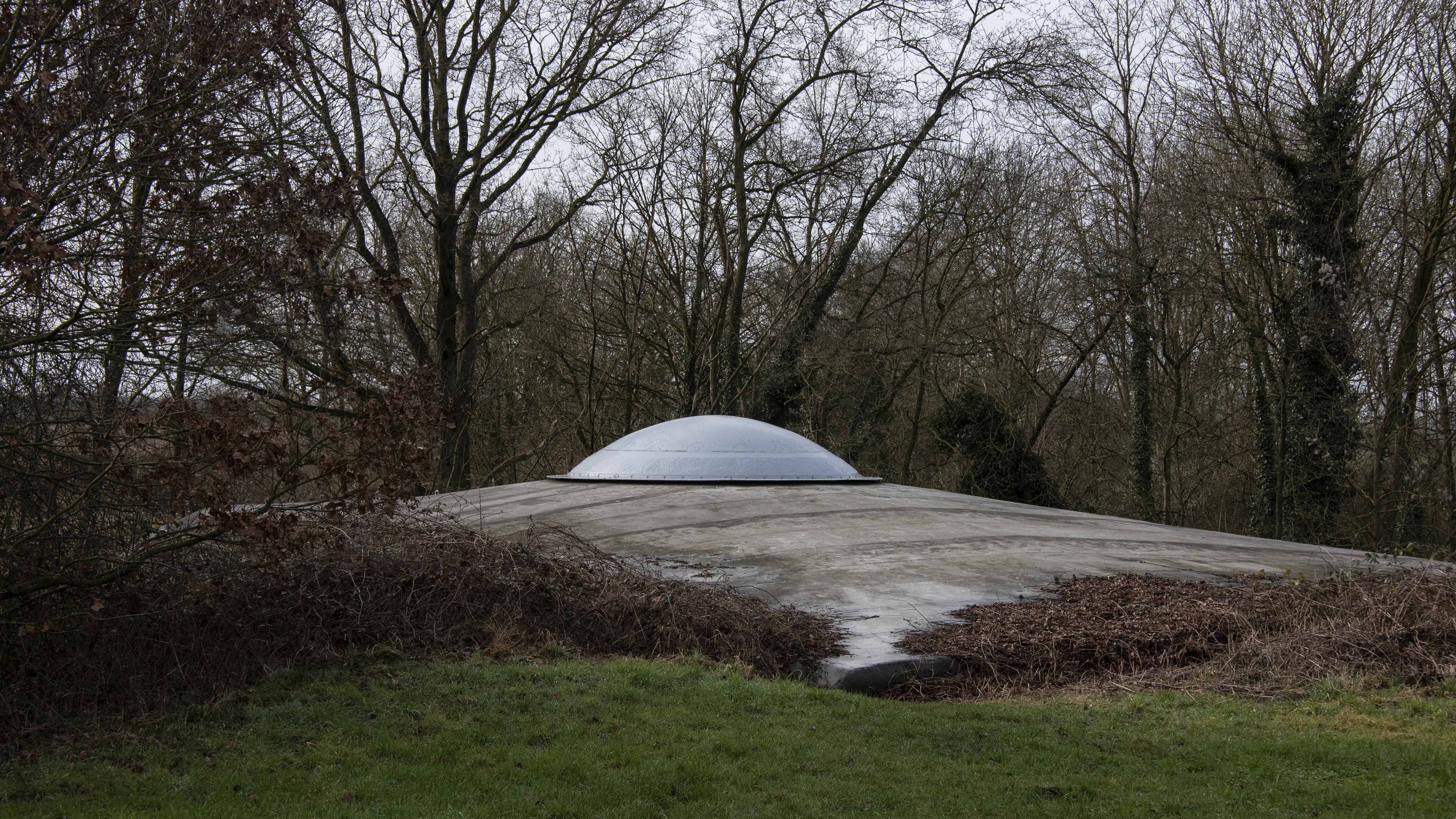
Blok V met Koepel-Zuid vanaf het plateau
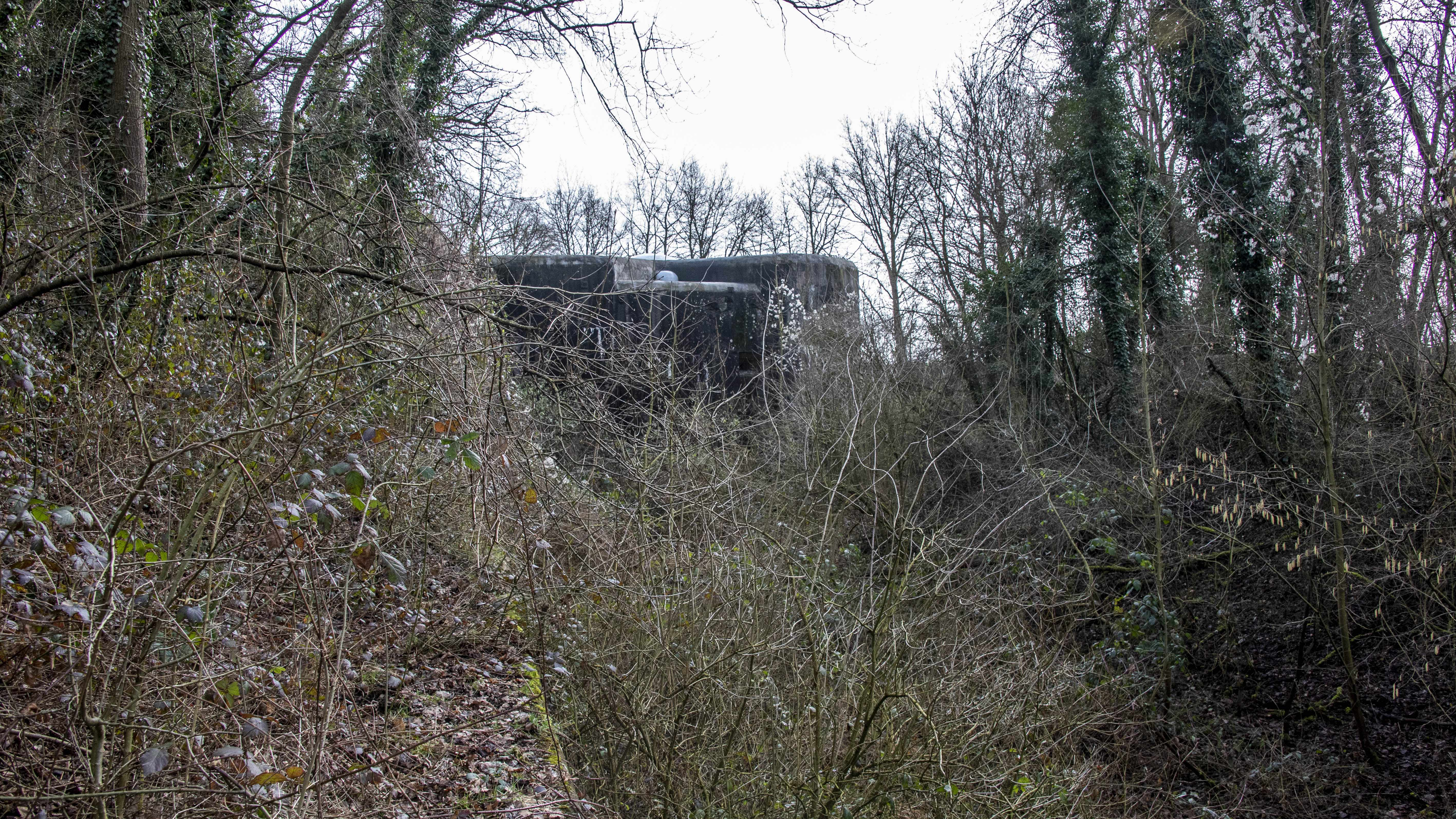
Blok V en de observatieklok vanaf de muur van de westelijke antitankgracht
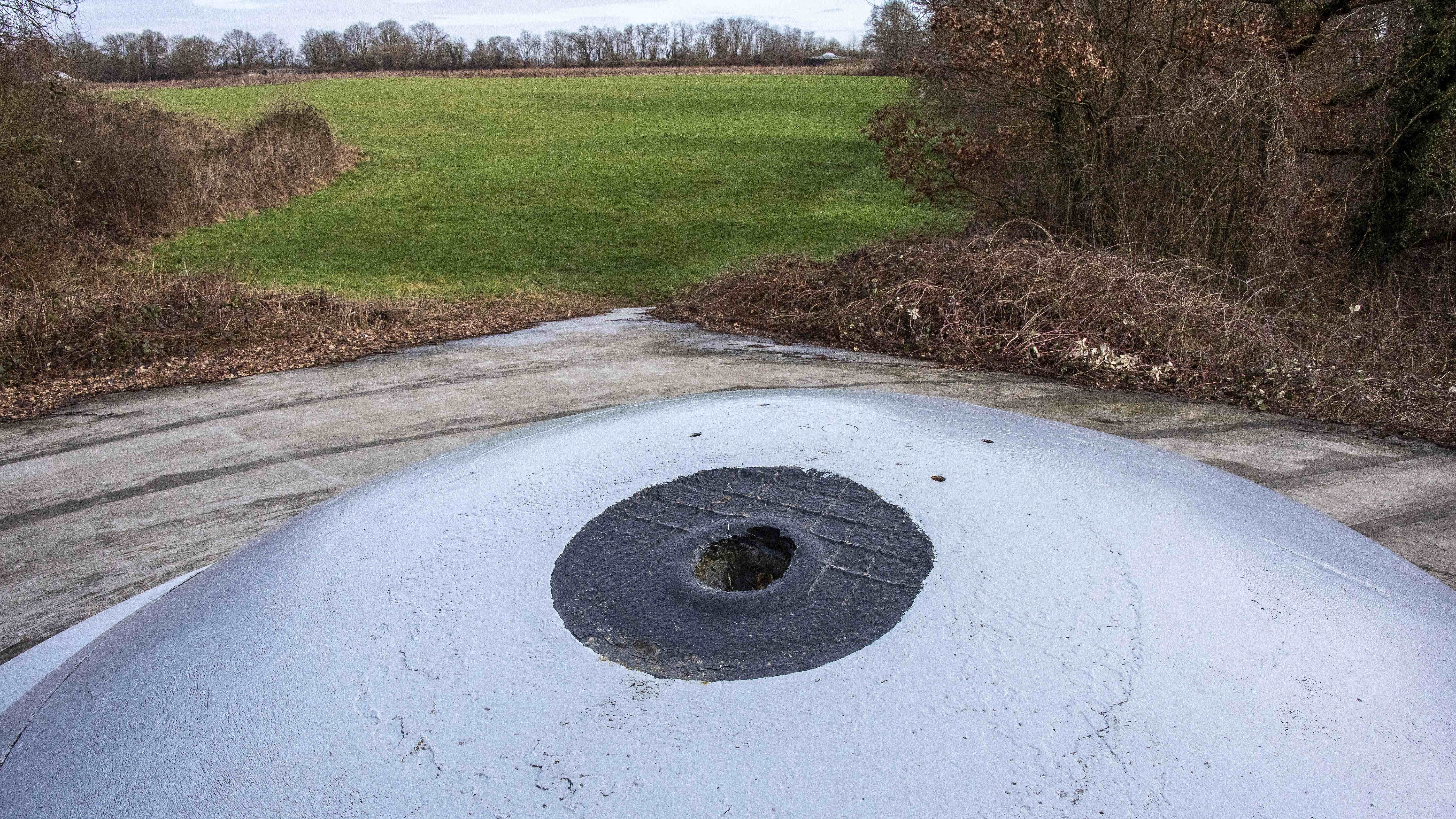
Impact van een holle lading op Koepel-Zuid

### Aanval op Visé-1
De drie kanonnen van de artilleriekazemat Visé-1 (gericht naar het Zuiden) begonnen met vuren. Om 4:35 stopte dit vuren door een reeks ontploffingen. Daarna waren nog twee kanonnen intact. De loop van de kanonnen werd onklaar gemaakt met springladingen. 

### Aanval op Maastricht-1
Maastricht-1 was het objectief van de derde sectie van Feldwebel Peter Arent. Een duikvlucht onttrok hun zweefvliegtuig aan het machinegeweervuur van de Belgen en ze kwamen glijdend op ongeveer 25 m van hun doel terecht. Maatricht-1 had geen observatiekoepel en was daardoor blind. Om deze kazemat uit te schakelen wilden ze een holle lading van 50 kg plaatsen op een van de kanonnen maar gebrek aan ruimte dwong hen om te kiezen voor een van 25 kg. Na ontsteking zochten ze dekking maar hun gewoonte om met deze ladingen te oefenen verleidde hen om te kijken naar het effect van de explosie. mvergeworpen en verdoofd duurde het enkele minuten vooraleer ze het effect zagen. Ze hoorden het geroep van gewonde Belgen en van de gewonde kanonnier Langelen die met het kanon van 75 mm achteruit werd geworpen en in de telefoonkamer belandde. Soldaat Borman werd verpletterd tegen de ventilator. Het kanon kwam in de trapkoker terecht. Eerste wachtmeester Gigon vond twee van zijn gewonde kameraden en droeg ze naar het lagere niveau. Toen hij terugkeerde brandde de munitie zo hevig en ricocheerden vijandelijke kogels doorheen de kazemat zodat hij weer naar beneden ging. Hij lichtte luitenant Deuse in over de situatie. 
Arent was intussen met een aantal Duitsers door het explosiegat gekropen en gooide een lading van 2,5 kg door de schacht naar beneden. De kleine schachtruimte veroorzaakte een schokgolf die de Duitsers opnieuw omver wierp. Beneden werd het stil en doofden de lichten.

Maastricht-1
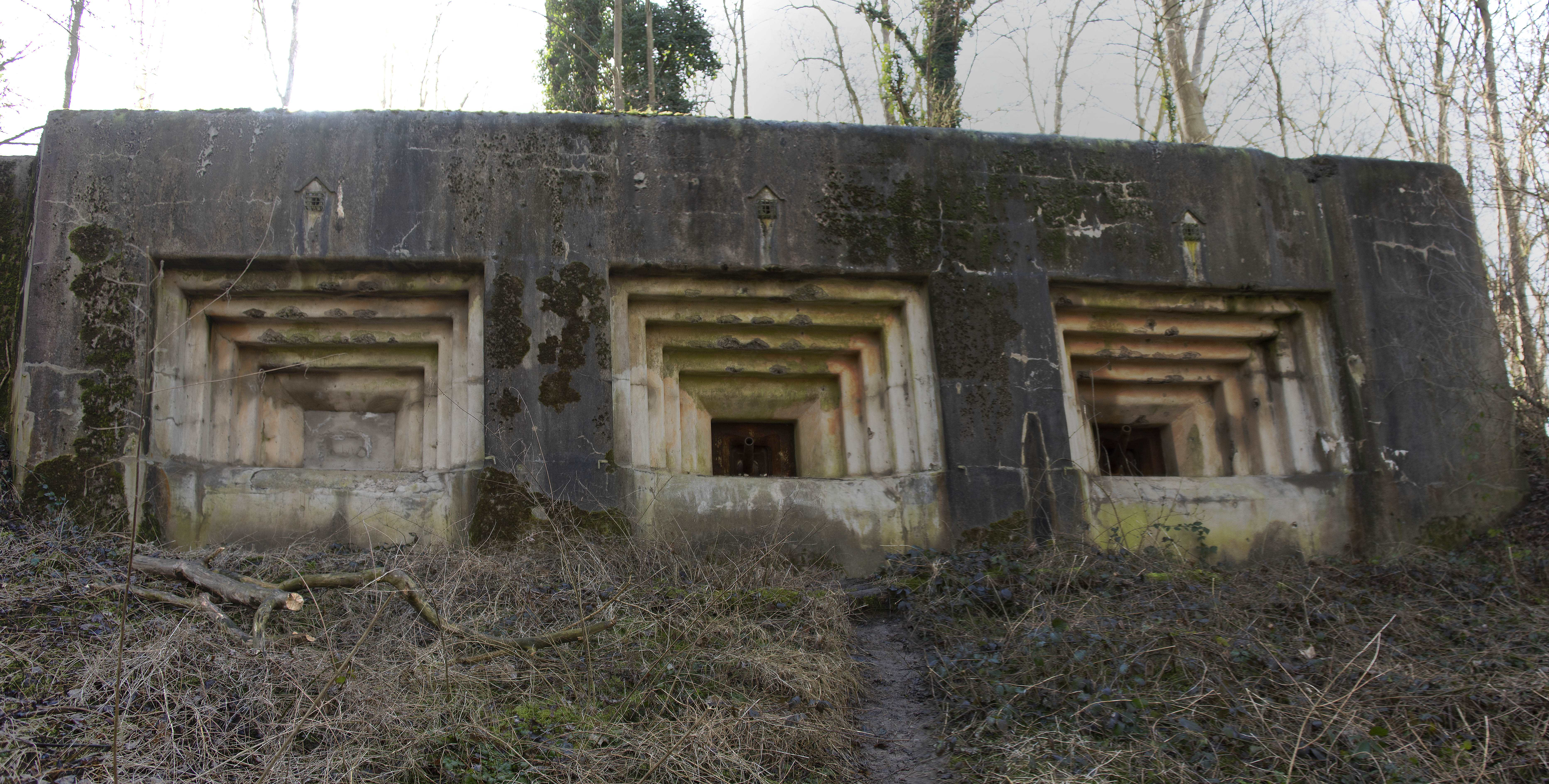
Maastricht-1
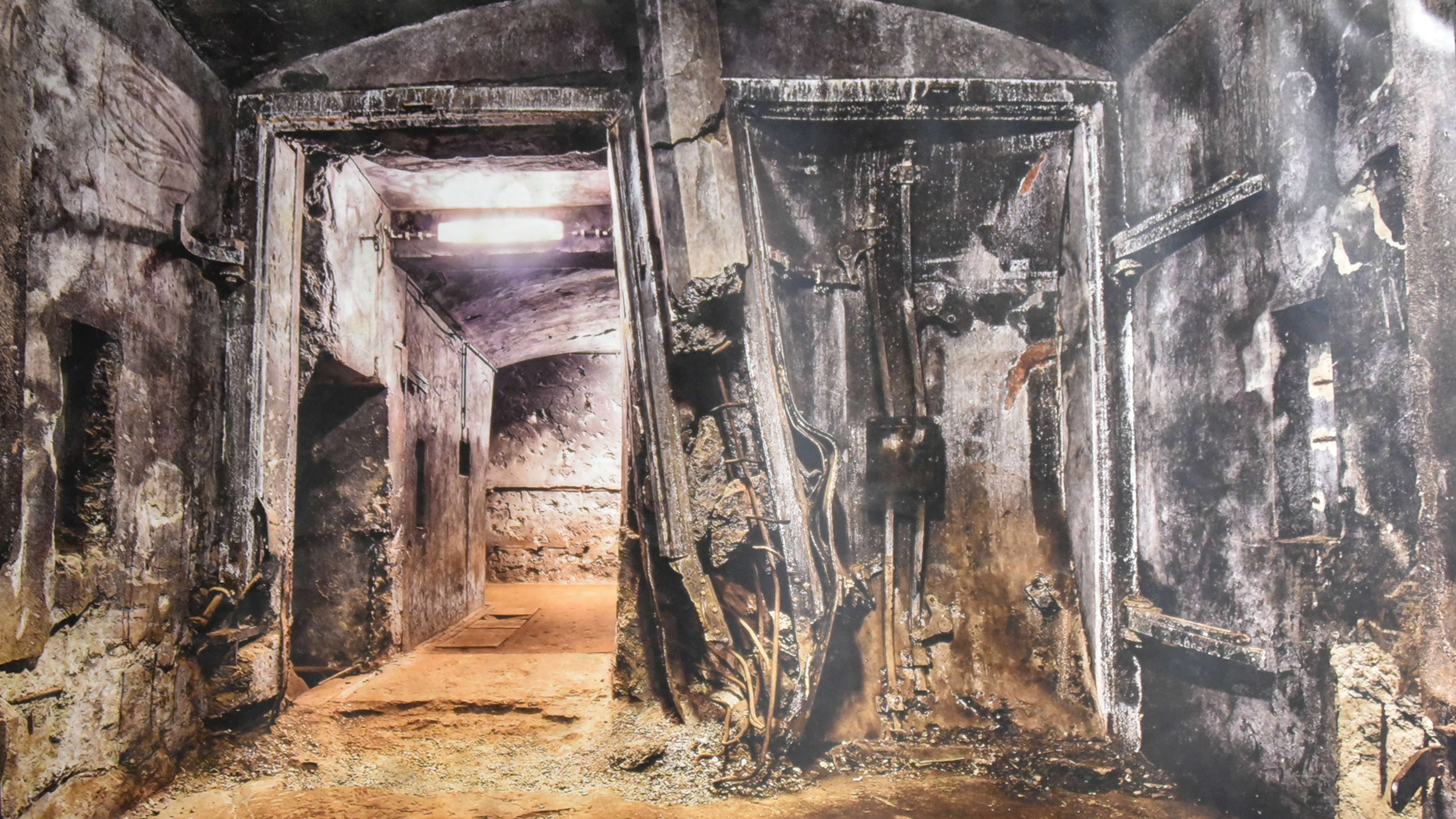
Impact van een holle lading op de toegangsdeuren op de middenverdieping
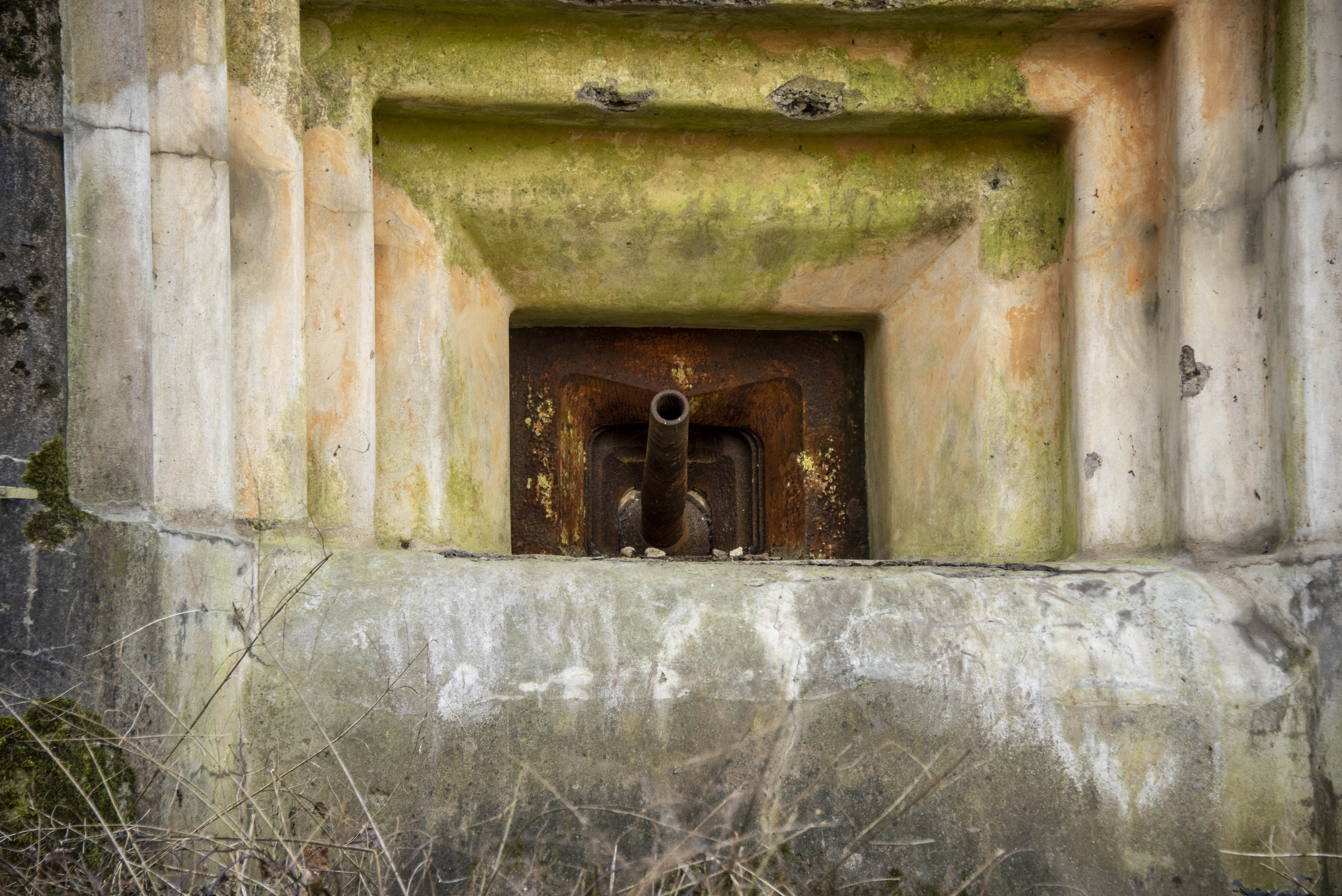
kanon van Maastricht-1

### Aanval op Maastricht-2
Op Maastricht 2 die voorzien was van een observatiekoepel Eben 3, werd via een schietgat een springlading van 12,5 kg gegooid. 
In de ochtend van 11 mei drong een Duitser met twee Belgische krijgsgevangenen als schild via een voorheen gemaakt opening de kazemat Maastricht-1 binnen, zij daalden de 120 trappen af naar de middenetage en plaatsten een holle lading van 50 kg tegen de metalen afsluitdeur. Het effect van de ontploffing was verschrikkelijk, de deur en de metalen trap werden geheel vernield. Door de ontstane drukgolf in de gangen werden vier Belgische soldaten direct gedood. Deze ontploffing zorgde ook voor de verspreiding van het desinfecteermiddel chloorkalk door de gangen van het fort. De vaten met chloorkalk stonden opgesteld als reserve in de galerij van de nood-luchtinlaat. Dat kreeg het effect van een vermeende gasaanval. Gezien de ervaringen aan het front tijdens de Eerste Wereldoorlog werkte dit angstaanjagend. Tijdens deze actie raakte commandant Van der Auwera ernstig gewond.

### Aanval op Koepel-120
Dan concentreren de aanvallers zich op het koninginnenstuk van het Fort: de ronddraaiende koepel-120 met twee 120 mm-kanonnen. Wachtmeester Joris kreeg na lang aandringen als vuuropdracht: Schiet op het massief met de kleinste elevatiehoek. Toen bleek dat de munitieliften ontregeld waren. Men stelde ook technische mankementen bij de bediening van het geschut vast: de lammetten van de openertang waren verdwenen en men kreeg het contragewicht niet los. Plots stelde men beweging op het terrein vast. De aanvallers dwongen Belgische krijgsgevangenen van de luchtdoelartillerie met de handen in de lucht, richting Koepel-120 te stappen, terwijl zij zich zelf achter hen opstelden om zo een levend schild te vormen. Dit was een schending van de regels van de Conventie van Genève. De bemanning van de koepel trachtte zich te verdedigen met karabijnen. Er werden direct springladingen in de beide lopen van het geschut gegooid. Een holle lading van 50 kg doorboorde ook de stalen koepel waardoor ook deze koepel werd uitgeschakeld. De ontploffing  door elkaar in de koepel: mensen, ladingen en materieel. Een verstikkende rook vulde de koepel en alle aanwezigen vluchtten in paniek naar de middenverdieping. Na een tweede ontploffing was de koepel gevuld met vuur, op de middenverdieping hoorde men geluid van vallend staal en het licht viel uit. De bevelhebber liet direct aan de voet van de schacht de stalen versperringsbalken aanbrengen.

### Situatie na de initiële aanval
Binnen 15 minuten werden de luchtafweer (Mi CA), Maastricht-1, Maastricht-2, Mi-Zuid, Mi-Noord, Koepel-Noord en Blok IV uitgeschakeld. Blok V met Koepel-Zuid kon na herstelling opnieuw vuren. De vuurkracht van het fort was vanaf dan vrijwel nihil in noordelijke richting. Een Duits Wehrmachtbericht van die dag vermeldt Kampfunfähig, of buiten gevecht gesteld. Het fort vormde vanaf dan geen bedreiging meer voor de nog intacte bruggen van Veldwezelt en Vroenhoven.
Door het gedreun van de ontploffende holle ladingen op de koepels en kazematten brak onder de soldaten paniek uit. Het licht viel plaatselijk uit, de gangen van het fort zaten onder het stof. In het fort heerste chaos en de commandant verloor de controle over zijn troepen. Men vreesde een herhaling van het lot van Fort Loncin tijdens de Eerste Wereldoorlog waarbij het fort bestookt werd met zware granaten en vrijwel volledig vernield werd.
De Belgische bevelhebber, majoor Jean Jottrand had bij het horen van het luchtafweergeschut in Nederland het bevel gegeven de van springladingen voorziene kanaalbrug te Kanne op te blazen. De twee kanaalbruggen van Veldwezelt en Vroenhoven moesten op bevel van Henri Giddelo, de commandant van de 5e Compagnie Grenswielrijders, een onderdeel van de Grenswielrijders van het Belgische leger worden vernietigd. Dat bevel kwam niet gezien hij bij een bombardement door Stuka's op Kazerne de Caritat de Peruzzis omkwam.

### Tegenaanvallen
Tegenaanvallen van de daartoe slecht bewapende en daarvoor niet opgeleide Belgische artilleristen en artillerievuur van nabijgelegen forten (Fort Pontisse met 1000 granaten van 105 mm en Fort Barchon met 40 granaten van 150 mm) konden de aanvallers, ondertussen goed geïnstalleerd op het plateau, niet uitschakelen. De Falschirmjäger zochten beschutting in de veroverde kazematten en bunkers. Ook kwam daarnaast de Duitse Luftwaffe geregeld het plateau bombarderen om de tegenaanvallen te neutraliseren. 
De Duitsers, die via de schachten toegang kregen tot de lagere niveaus, bliezen de dubbele stalen deuren bij de ingang met holle ladingen op. In de nacht van 10 op 11 mei slaagden Duitse grondtroepen er in het westelijk gelegen kanaal en de overstromingen van de Jeker over te steken via een voetbrugje op pontons. Het gehele fort werd ingesloten.

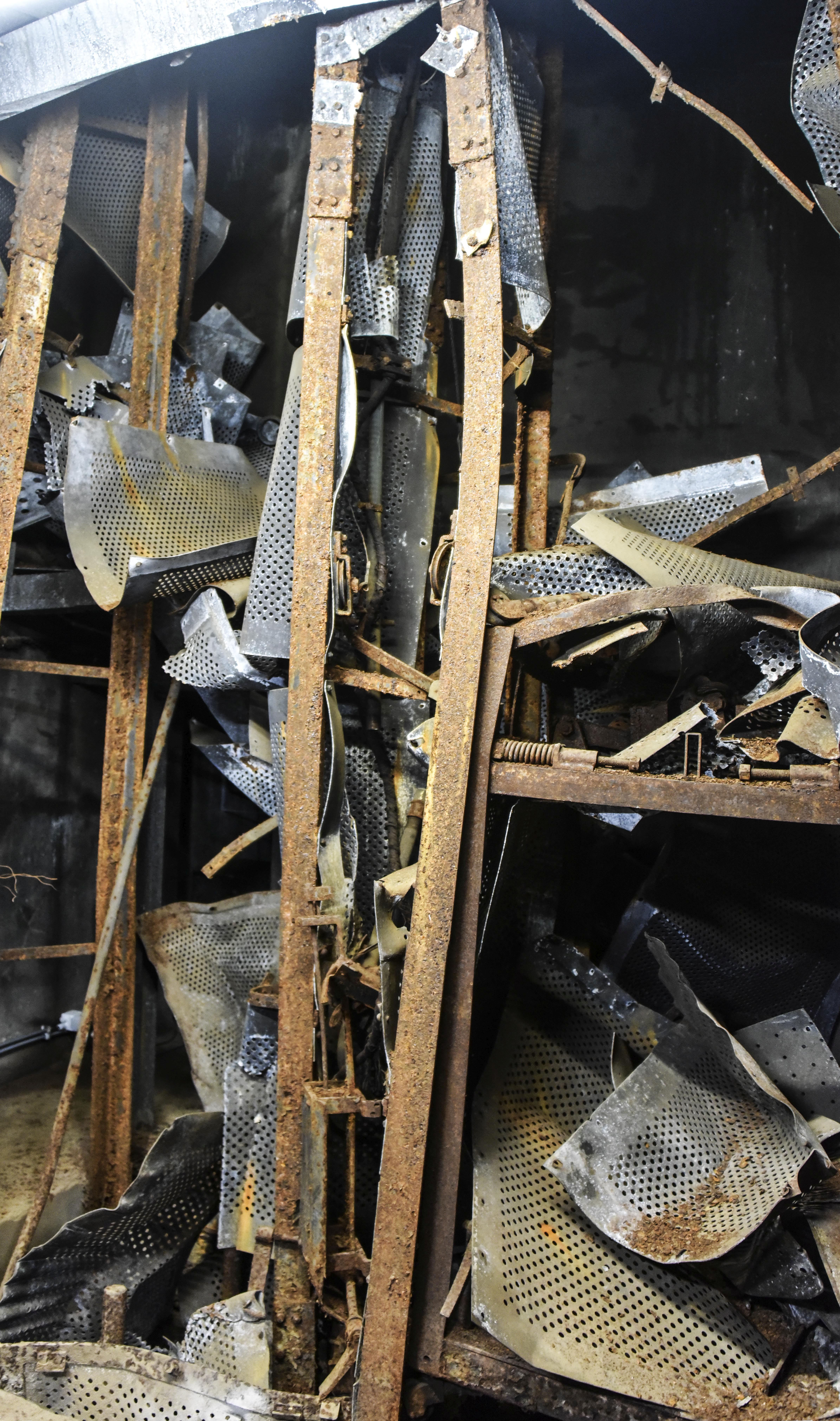
De resten van de trap en de munitielift in kazemat Maastricht-1 na de impact van de holle lading

De situatie in het fort was langzamerhand onhoudbaar geworden. Op 11 mei, om 12:15 uur capituleerde majoor Jottrand na het raadplegen van zijn medeofficieren. Hij verbrandde eerst nog relevante documenten en liet nog intacte militaire installaties onklaar maken. Er werden drie eisen gesteld:
1. de ongehinderde evacuatie en verzorging van de gewonden,
2. het sparen van de levens van alle verdedigers,
3. en de vrijwaring van de eer van het garnizoen.

Luitenant Mikosch vroeg het erewoord aan majoor Jottrand dat er in het fort geen springladingen met vertragingsmechanismen waren aangebracht.
Het neutraliseren van de slagkracht van deze reus onder de forten duurde ongeveer 31 uur. Balans van deze korte maar hevige strijd: aan Belgische zijde 26 doden en 59 gewonden, aan Duitse zijde 6 doden en 20 gewonden. Bij de gehele onderneming, inclusief de inname van de kanaalbruggen van Veldwezelt en Vroenhoven vielen 650 doden, 10% van het totaal aantal gesneuveld in de Achttiendaagse Veldtocht.

## Communicatie na de slag
Deze opmerkelijke Duitse overwinning werd uitgebreid uitgebuit in de Duitse oorlogspropaganda. De tekst van een Duits Wehrmachtbericht van 11 mei 1940 luidt als volgt:
Das Fort wurde schon am 10. Mai durch eine ausgesuchte Abteilung der Luftwaffe unter Führung von Oberleutnant Witzig und unter Einsatz neuartiger Angriffsmittel kampfunfähig gemacht und die Besatzung niedergehalten.
Voor de buitenwereld worden de nieuwsoortige aanvalsmiddelen te weten, transport door middel van zweefvliegtuigen en de holle lading, verborgen gehouden. In achteraf vertoonde Duitse propagandafilms werd de rol van de Wehrmacht ook sterk belicht en die van de Luftwaffe onderbelicht. Er kwamen geen zweefvliegtuigen noch explosieven met holle ladingen in voor.

Na de val van het fort Eben-Emael trachtte Adolf Hitler de Spaanse dictator Franco over te halen om ook in de oorlog mee te doen. Daarbij bood hij zijn soldaten en de in Eben-Emael toegepaste strategie aan om over te gaan tot de bestorming van de Britse vesting Gibraltar.

## Wetenswaardig
- De Vlaamse auteur Louis Paul Boon was in de meidagen van 1940 gelegerd bij het Tweede Regiment Carabiniers in Veldwezelt aan het Albertkanaal tijdens de Duitse aanval. Hij verwerkte in 1946 zijn oorlogservaringen in het boek Mijn kleine oorlog. Het dorpje Veldwezelt werd grotendeels verwoest. Daarbij werden 115 Belgische soldaten en 40 burgers gedood. De mobilisatie en de daarop volgende maanden, bleken later vormend voor Boons schrijverschap.

In het boek Mijn kleine oorlog komt de volgende passage voor:
BOEM, o dat was er dicht tegen, en zeggen dat de grote hoop er zich nog altijd aan vastklampte dat het grote manoeuvers waren
Ik wist dat Van den Abeele er lag met opengescheurde schouder maar ik keer er toch niet naar. Ik draaide mijn hoofd naar den luitenant van de 9de die op de kleine kassei met de armen open hen stond te verwijten van saligaud's en boche's net of zij dat aan den overkant van het Albertkanaal konden hooren. Er was anders al lawaai genoeg, vlak naast ons schoot er één den band van zijn mitrailleuse leeg, hij zat op een stoel dien hij uit de cremerie gehaald had en het scheen hem misschien net hetzelfde spektakel te zijn van op de nationale schietbaan. Buiten de stuka's dan. En buiten dien verschrikkelijken dorst. Bah, zei de telefonist dat is zooals uw lot ligt als ge sterven moet dan sterft ge. Dingen antwoordde hem dat er goddomme hier toch meer stierven in één uur dan op zijn dorp in 10 jaar ...
- Inmiddels is er een nieuwe brug bij Vroenhoven. Er is intussen het  museum De Brug, gedenktekens, de gerestaureerde bunker en een vredesvlam aan deze brug de komende generaties te herinneren aan de inval van 10 mei 1940. Men heeft ook de laatste nog levende getuigen van deze gebeurtenis opgeroepen en geïnterviewd en op video vastgelegd.

## Zie ook

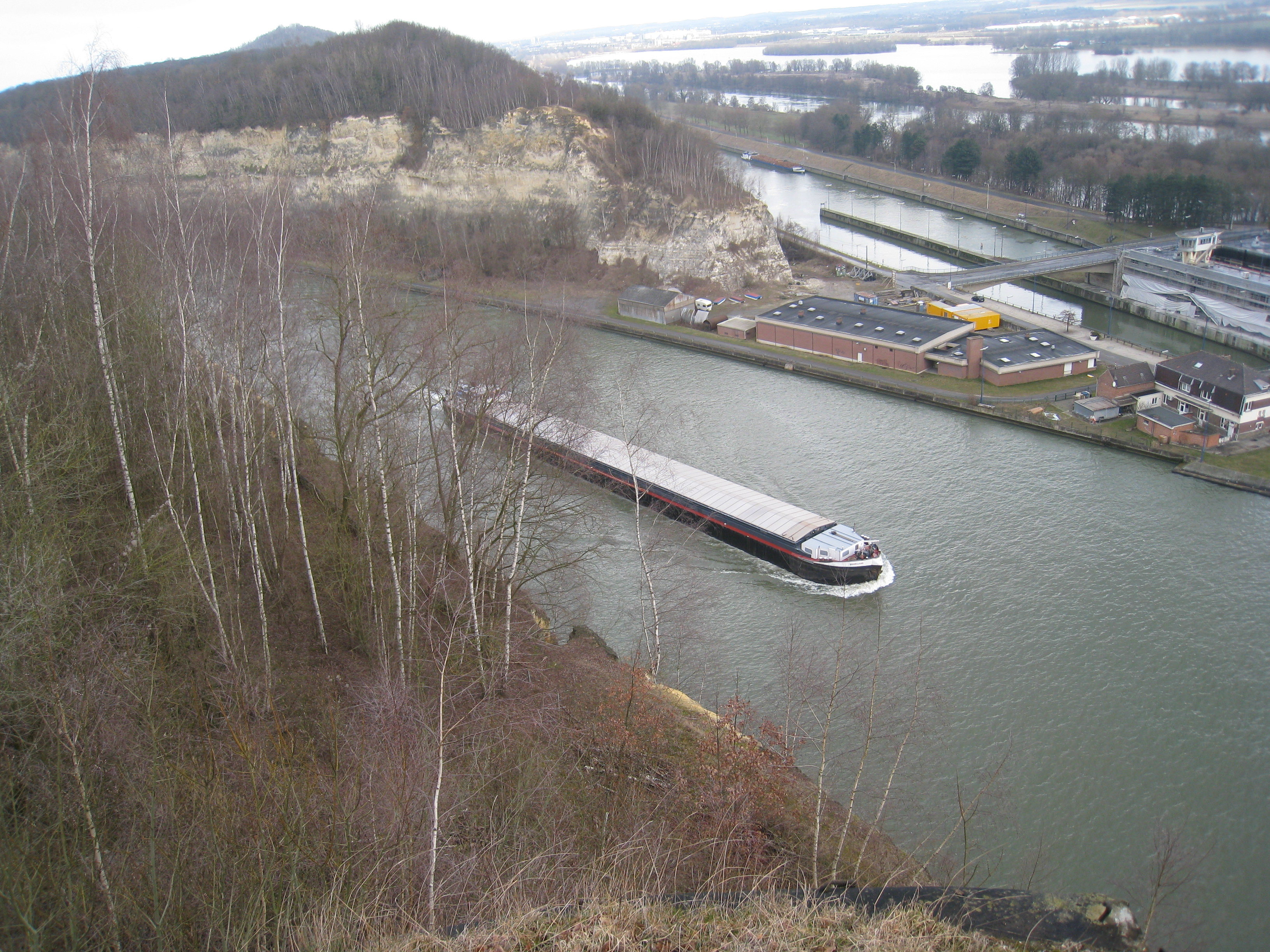
Gezicht op Albertkanaal en sluis Ternaaien vanaf Blok 01
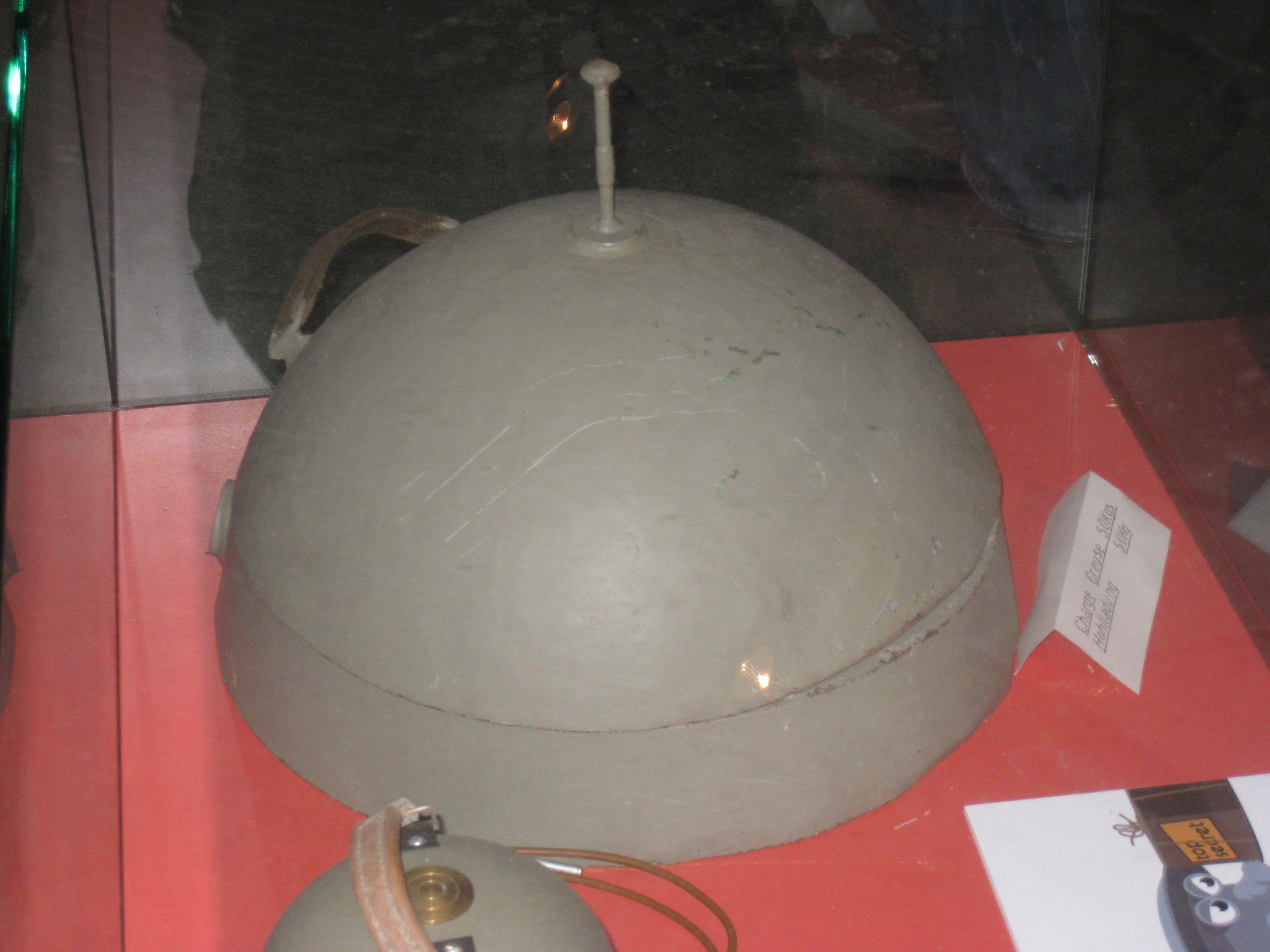
Dummy van een holle lading van 50 kg